# Tartar(e)
Pour les articles homonymes, voir Tartar.
Jean-Georges Tartare, dit Tartar(e) est un écrivain-voyageur, acteur, dramaturge et parolier français né en 1955 et mort le 8 août 2021. Promoteur du théâtre de rue, il a reçu le Prix SACD des Arts de la rue 2015. il fut a de nombreuses reprises le parrain du festival éclat d’Aurillac , assurant l'inauguration et la présentation de l’événement .

## Biographie

### Formation, parcours, premières créations
Après avoir effectué son service national, Tartar(e) travaille un an à Tourcoing auprès du dramaturge Joël Dragutin, pour qui il conçoit une exposition sur l’action culturelle qui le mène à croiser Pierre Gaudibert, auteur de Action culturelle : intégration ou subversion. En 1979, il quitte sa Flandre natale pour un poste d’animateur au Centre Dramatique National de Franche Comté où, au contact de Jacques Fornier et André Mairal, pionniers de la décentralisation théâtrale, et son goût pour la dramaturgie s’affirmant, il décide de suivre les cours de l’Institut d’Études Théâtrales de la Sorbonne Nouvelle – avec pour professeurs Bernard Dort et Georges Banu.  
Parallèlement Antoine Vitez l’invite, selon ses propres mots, comme « être-là » aux répétitions d’Orfeo de Monteverdi et de Hippolyte de Garnier mais Tartar(e) peine à adhérer au théâtre de répertoire et se retire à Marseille quand Gérard Goyet lui ouvre les portes de son Chocolat Théâtre : il l’incite à monter sur scène pour interpréter d’abord L’Hypothèse de Robert Pinget puis ses propres textes. Il séjourne ensuite en Corse où il écrit des nouvelles (non publiées) avant de se rendre en Guadeloupe où il crée un one-man-show intitulé L’Agence Tartar(e), pastiche du journal télévisé de « 20H00 », qui révèle ses dons d’improvisateur.  Costume Prince-de-galles, cravate de soie, prestance et faconde de circonstance, un simple cadre de bois (tenu par Gérard Goyet) faisant office de télé, il connaît le  succès quand lui vient l’idée de promener son personnage de journaliste dans les rues d’Avignon où il croise son alter ego Aguigui Mouna. 

### Le temps de la reconnaissance
Propulsé par le Festival Eclats d’Aurillac 1991 (dont il est devenu au fil du temps « la mascotte et le meilleur porte parole » selon Jean-Pierre Thibaudat), Prix du Président du Jury du Festival Chalon dans la rue à Chalon-sur-Saône 1992, Tartar(e) joue sa performance de reporter dans une multitude de festivals comme à la Conférence Berryer, dans les couloirs de Canal +, la cour de l’Élysée ou la salle de rédaction du quotidien Le Monde, faisant entendre « son inimaginable débit de banalités intempestives à l’acuité moqueuse, féroce et subtile. » (François de Banes Gardonne). Émaillant ses interventions d’interviews d’anonymes comme de personnalités tels son « confrère » américain Dan Rather, avec qui il rivalise d’éloquence au festival Juste pour rire, Monseigneur Gaillot, Boutros Boutros-Ghali, Jacques Chaban-Delmas, mais aussi Pierre Mauroy, Jacques Derogy, Frédéric Mitterrandou Jacques Rouland, artisan de la Caméra invisible dont il partage le souci du tact dans le canular. 
Il se revendique acteur (qui agit) plutôt que comédien (qui joue) et ne s’est que deux fois prêté à jouer en salle des pièces d’auteurs : L’hypothèse de Robert Pinget et L’épicerie de Chantal Joblon. Comme il l'a expliqué, « un jour, je suis allé à Avignon. Et qu’est-ce que j’ai vu ? J’ai vu des dames trempées dans le Chanel n°5 et ceintrées dans des tailleurs élégants, et je ne m’y suis pas du tout retrouvé. J’ai poussé un coup de gueule, et je suis descendu dans la rue. Je n’en suis plus jamais reparti, elle est devenue mon théâtre. C’était ma façon d’envisager le populaire dans la culture. »
Il acquiert une notoriété qui lui attire des offres de producteurs de télévision, offres qu’il refuse. Parallèlement, il anime des ateliers d’écriture à la FAIAR, compose des arguments pour plusieurs compagnies de rue, intervient à l’université de Vincennes à l’invitation de Pascal Lebrun-Cordier et intègre durablement la troupe Generik Vapeur en 1992 quand Pierre Berthelot l’invite en complice d’inspiration.
Quadragénaire avide de « bouffer la terre avant qu’elle le bouffe », Tartar(e) quitte l’Europe pour s’enivrer d’existence nomade auprès des gymnosophistes jains, poètes caraïbes et autres griots mandingues qui approfondissent sa pensée pour le plus grand bénéfice de son écriture qu’il ne destine alors qu’à dénouer le fil de ses impressions : « J’écris, dit-il, non pas pour (faire des spectacles) mais parce que (le monde m’y invite) ».  
En 1996 à l’occasion d’une tournée en Guinée il se lance le défi de découvrir les quatre continents : il se rend en Guinée Conakry à la rencontre de Williams Sassine, en Haïti sur les traces d’un sosie ou en Inde chez des philosophes jaïns descendants des inventeurs du zéro. après plusieurs séjours en Asie, au Cambodge comme au Laos, il retournera régulièrement en Inde dans le village de Shravana-Belgola, où Swasti Sri Charukeerthi Bhattaraka Swamiji l’invite à jouer. Au Burkina Faso il participera à compter de 2010 à la vie culturelle, créant des spectacles et animant le Festival de Contes de Sissamba.
Entretemps, après dix ans de voyages et des kilos de carnets comme bagage, la Chartreuse de Villeneuve-Lès-Avignon l’accueille en 2005 en boursier de la DMDTS et de la SACD pour parachever ses écrits qui deviendront quatre monologues sous le titre générique AAAA (Asie, Afrique, Amérique, Ailleurs , publiés en 2009). Tartar(e) publie ensuite son Grand Fictionnaire du théâtre de la rue et des boniments contemporains (2011) offert en vulnéraire aux blessures du sens subies selon lui par les héritiers de la Rue.
Avant cela, en 2007 Tartar(e) écrit et joue Adieu suivi de Secrets d’écrits quand grâce à Éric Burbail, metteur en scène complice, il a la surprise de s’entendre interprété en musique par Gari Greu du Massilia Sound System, rejoint par Dadoo, rappeur, ainsi que deux griots burkinabé, Kaito et Daitman Paweto. D’autres rencontres suivront à l’initiative d’Éric Burbail et Thérèse Fabry, productrice, avec des comédiens pour lesquels il taille sur mesure des monologues inspirés de leurs révoltes : parmi eux Ibrahima Bah, France N’gomboc, Souleymane Thiâ’nguel, Prime Ezine et Niko Garo lui offrent la satisfaction de se voir interprété selon la vertu essentielle du théâtre d’ouvrir la langue au surgissement des sens.

## Œuvres principales publiées
- AAAA.A, Montpellier, Entretemps, 2009
- Le Grand fictionnaire du théâtre de la rue et des boniments contemporains, Montpellier, Entretemps, 2011
- Adieu suivi de Secrets d(‘)écrits, Montpellier, Entretemps, 2012
- Antoinette et le poilu, Montpellier, Entretemps, 2015